# Johannes Christoph Fehling
Johannes Christoph Fehling (* 7. August 1800 in Lübeck; † 17. Oktober 1882 ebenda) war ein deutscher Kaufmann und Parlamentarier. 

## Leben
Johannes Christoph Fehling war Sohn des Brauers, Kaufmanns und späteren Zöllners Hermann Christian Fehling (1767–1836) in Lübeck. Der Chemiker Hermann Fehling war einer seiner beiden jüngeren Brüder.
Fehling war Kaufmann und Assecuradeur in Lübeck. Er gehörte als Mitglied der konstituierenden Lübecker Bürgerschaft 1848/1849 und der ersten gewählten Bürgerschaft 1848/50 an.
Er war verheiratet mit Anna Emilie Oppenheimer  (* 8. August 1803 in Hamburg; † 5. Juni 1885 in Lübeck), Tochter des Bankiers Jacob Amschel Oppenheimer (1778–1845), Teilhaber des Bankhauses Heckscher & Co. Aus der Ehe gingen elf Kinder hervor; die älteste Tochter Adele heiratete den späteren Lübecker Bürgermeister Heinrich Theodor Behn, der zweitgeborene älteste Sohn Johannes Fehling wurde Senator in Lübeck, Hermann Wilhelm Fehling wurde Kaufmann in Lübeck, Emil Ferdinand Fehling wurde Senator und Lübecker Bürgermeister und Maria Elisabeth (1838–1886) heiratete  Ludwig Theodor Gütschow (1832–1908) und wurde die Mutter von Margarethe Gütschow.